# 公園下站
公園下站（日语：／ Kōen-shimo eki */?）是位於神奈川縣足柄下郡箱根町，屬於小田急箱根鋼索線（箱根登山纜索鐵路）的鐵路車站。車站編號是OH 58。本站為無人車站，標高原為587米，2013年經再次勘測高度後修正為574米。

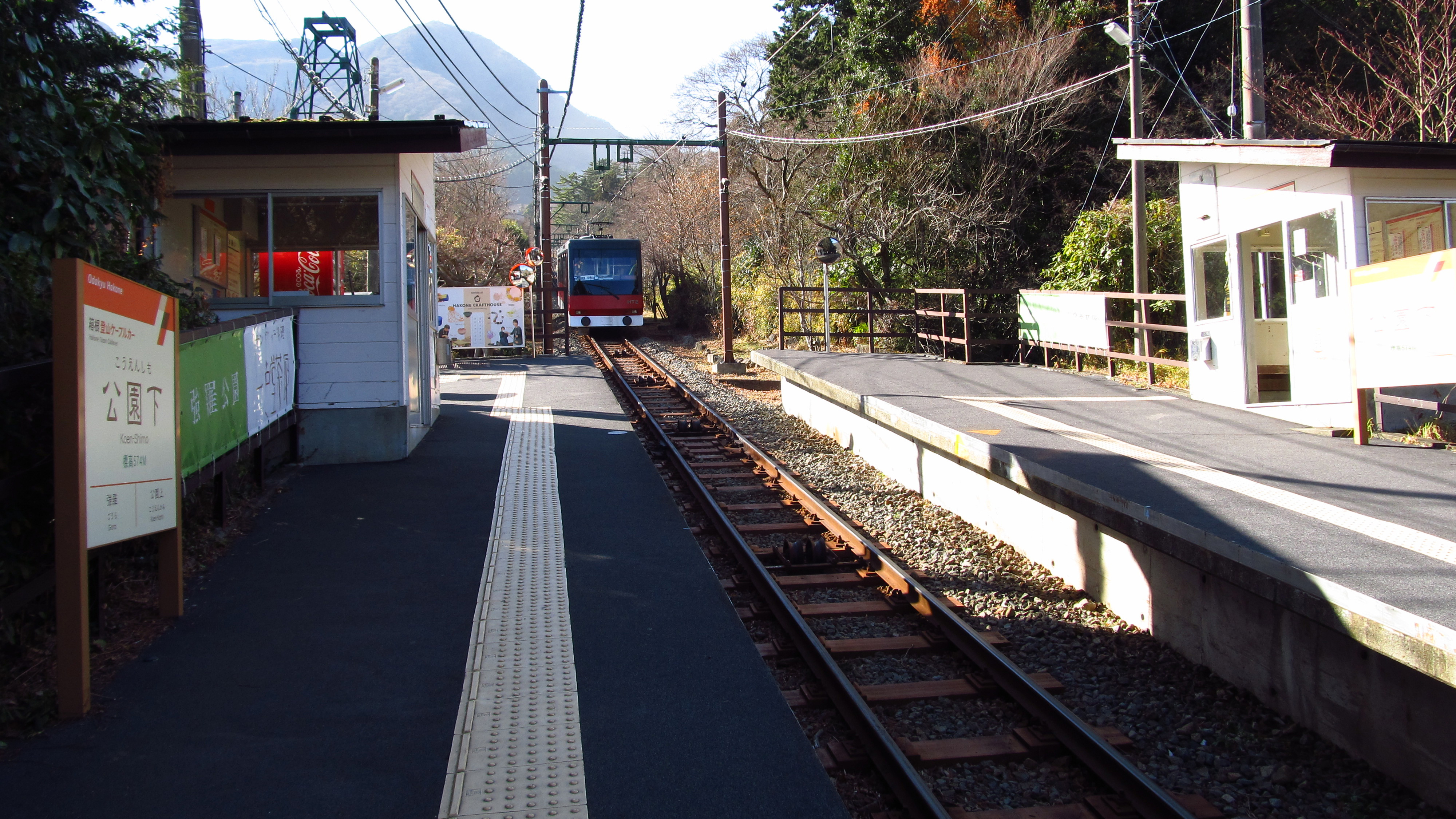
月台（2017年12月）

## 車站結構
本站採用簡易車站模式，並設有相對式側式月台2個，有效長度為3輛，但現時列車均一律為2輛編成。路軌設於兩邊月台中央位置，停車時兩邊車門皆會開啟，乘客可從任何一邊上落車，各月台均設有開放式候車亭，但未設置自動售票機或乘車證明書列印機。南側月台設有無障礙斜道出入，北側為設於月台中央的樓梯出入口。

### 月台配置
| 月台      | 路線         | 方向 | 前往       | 備註             |
| --------- | ------------ | ---- | ---------- | ---------------- |
| 北側 南側 | 箱根登山纜車 | 下行 | 早雲山方向 | 兩邊月台皆可使用 |
| 北側 南側 | 箱根登山纜車 | 上行 | 強羅方向   | 兩邊月台皆可使用 |

## 歷史
- 1921年12月1日：開業。
- 1944年2月11日：受不要不急線法令影響，鋼索線休業。
- 1950年7月1日：鋼索線重開，重新營業。

## 使用情況
| 年度   | 1日平均乗車人數 |
| ------ | --------------- |
| 1998年 | 79              |
| 1999年 | 57              |
| 2000年 | 45              |
| 2001年 | 44              |
| 2002年 | 35              |
| 2003年 | 28              |
| 2004年 | 20              |
| 2005年 | 21              |
| 2006年 | 19              |
| 2007年 | 14              |
| 2008年 | 12              |

## 相鄰車站
小田急箱根
 鋼索線（箱根登山纜車）
強羅（OH 57）－公園下（OH 58）－公園上（OH 59）

## 外部連結
- 公園下站 （页面存档备份，存于） - 小田急箱根